# Vargem Grande do Sul
Vargem Grande do Sul é um município brasileiro do Estado de São Paulo. Sua população estimada em 2024 pelo IBGE era de 41.226 habitantes.

## História
Desde meados do século XVII, bandeirantes e tropeiros percorriam a chamada Estrada Grande, Boiadeira ou Francana rumo a Goiás, entre elas a de Bartolomeu Bueno, o Anhanguera, e de seu filho, Bartolomeu Bueno da Silva. Ao longo desta estrada, vão se instalando fazendas necessárias para o fornecimento de alimentos aos Bandeirantes e casas para seu abrigo e repouso. Estas fazendas são resultantes das Semarias que foram sendo concedidas ao longo do traçado da estrada.
Entre outras, são concedidas Sesmarias ao Padre João José Vieira Ramalho e ao Sargento Mor José Garcia Leal. Da Sesmaria de João José Vieira Ramalho surgiria São João da Boa Vista. A sesmaria de José Garcia Leal, conhecida por Sesmaria Várzea Grande, ia desde a Serra dos Rabello (Sant’Ana e Fartura), até Baguassu (Pirassununga), do Córrego Aterrado (Casa Branca), até o Rio Itupeva (São João da Boa Vista), limitando-se com a atual Aguaí, na Fazenda Embirussu.
De 1828 a 1874, houve muitas disputas pelas terras da Fazenda Várzea Grande. A Sesmaria dos Garcia Leal deu origem a dezenas de fazendas e sítios. Da Fazenda Várzea Grande surgiu uma subdivisão de mais de 60 sítios. Numa dessas áreas existia uma povoação instalada no chamado Bairro da Porteira, cujo nome tem origem numa histórica porteira que abria caminho para Casa Branca e para a Fazenda Lagoa Formosa.
Em 26 de setembro de 1874 houve a divisão definitiva, a primeira missa foi realizada pelo Pe. José Valeriano de Souza, vigário de São João da Boa Vista. Como não havia templo, a missa foi rezada na casa do Sr. João Carneiro, às margens de um córrego que desaguava no Rio Verde (Córrego da Grama), dando origem a cidade.
A maior parte da população de Vargem Grande do Sul foi composta por descendentes de imigrantes, principalmente vindos da Itália. Ainda hoje, boa parte dos sobrenomes verificados no município são italianos. No começo do século XX, algumas dessas famílias, dentre outras, fundaram a "Societá de Mutuo Soccorso", onde os imigrantes e seus descendentes ajudavam-se mutuamente e, dentre outras coisas, ofereciam serviços médicos gratuitos a associados. Os moradores ainda hoje se encontram em jantares e bailes no clube, atualmente sob o nome de "Sociedade Beneficente Brasileira", forçosamente adotado durante a Segunda Guerra Mundial a mando do governo de Getúlio Vargas, que proibiu o uso do italiano na época. Mas os moradores sempre foram, em sua maioria, de classe média, e a segregação social era inexpressiva, tendo a cidade um perfil pacato.
Desde final do século XX, assim como ocorre em várias outras cidades do Sul e Sudeste em que a agricultura é um dos principais eixos da economia local, e em especial naquelas em que há cultivo da cana de açúcar, a cidade recebe muitos migrantes em épocas de safra, principalmente das regiões Norte e Nordeste do país, e muitos deles acabam fixando residência na cidade, sendo um dos motivos para explicar o aumento na população local nas décadas de 1990 e 2000. 

### Formação territorial-administrativa
Histórico da formação do município:
- Distrito criado com a denominação de Vargem Grande, pela Lei Provincial n.º 14, de 18/02/1888, subordinado ao município de São João da Boa Vista.
- Elevado à categoria de município com a denominação de Vargem Grande, pela Lei Estadual n.º 1.804, de 01/12/1921, desmembrado do município de São João da Boa Vista. Instalado em 24/02/1922.

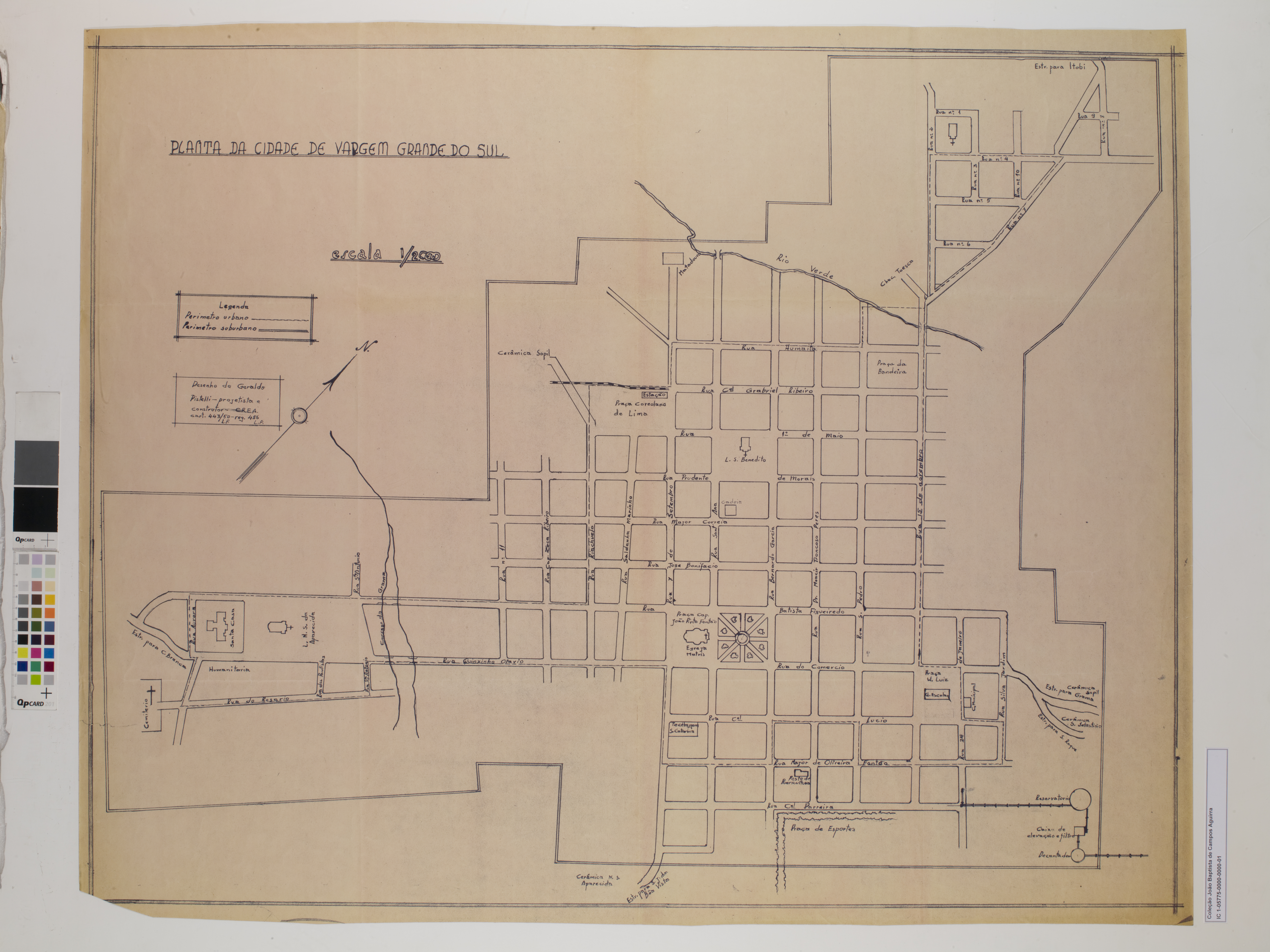
Planta da cidade.

- Pelo Decreto Estadual n.º 7.595, de 14/03/1936, é criado o distrito policial de Vila Polar, com sede no bairro de mesmo nome, mas pertencendo ao município de Casa Branca, já que a divisa entre os dois municípios nessa época era o rio Verde.[10]
- Pelo Decreto Estadual n.º 9.775, de 30/11/1938, houve alterações das divisas municipais entre Casa Branca e Vargem Grande, com o rio Verde deixando de ser a divisa, e dessa forma a Vila Polar passa a pertencer ao município de Vargem Grande.[11]

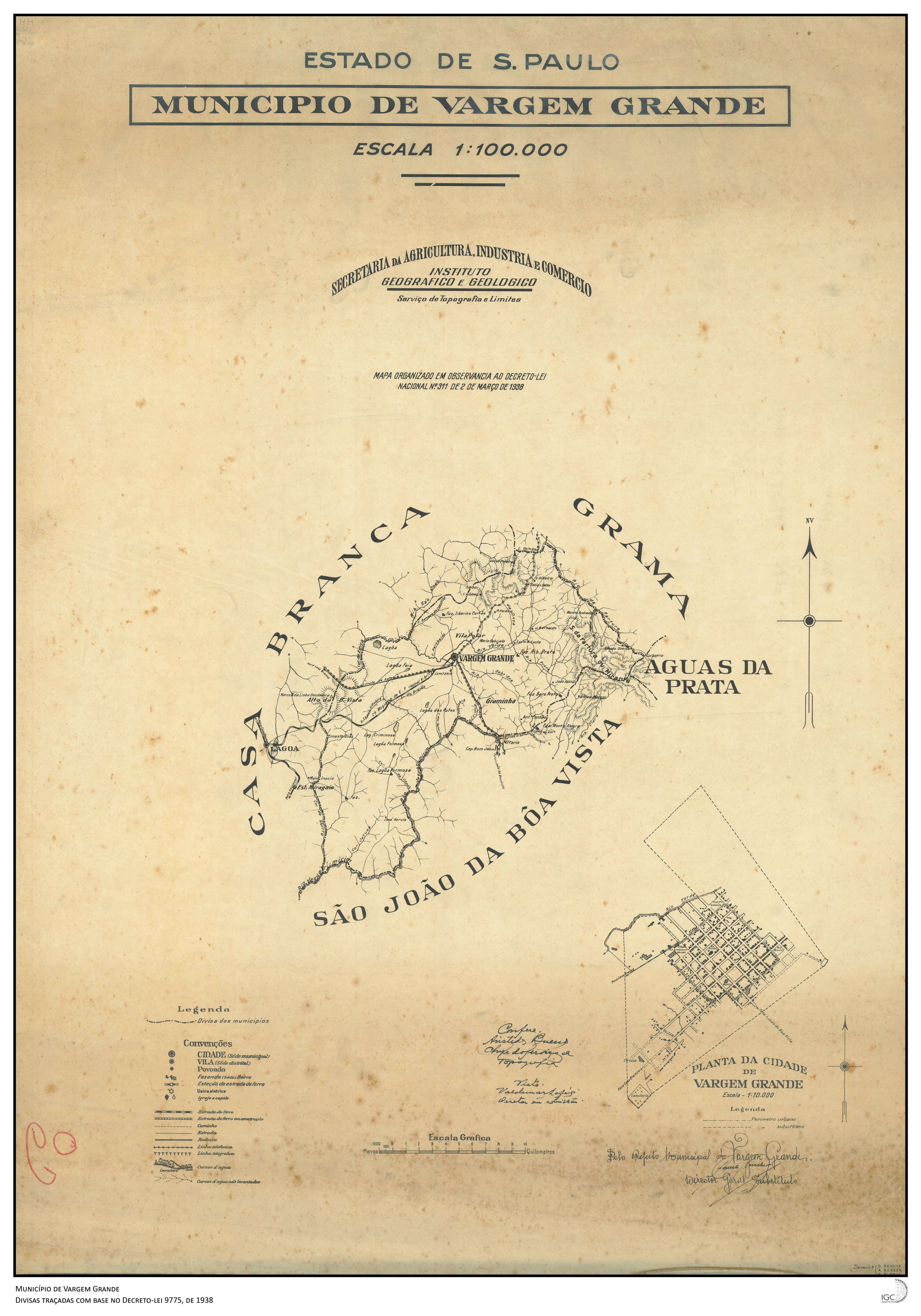
Mapa de Vargem Grande, com a Vila Polar já integrada ao município (1938).

- Pelo Decreto-lei Estadual n.º 14.334, de 30/11/1944, o município de Vargem Grande tomou a denominação de Vargem Grande do Sul.

## Geografia

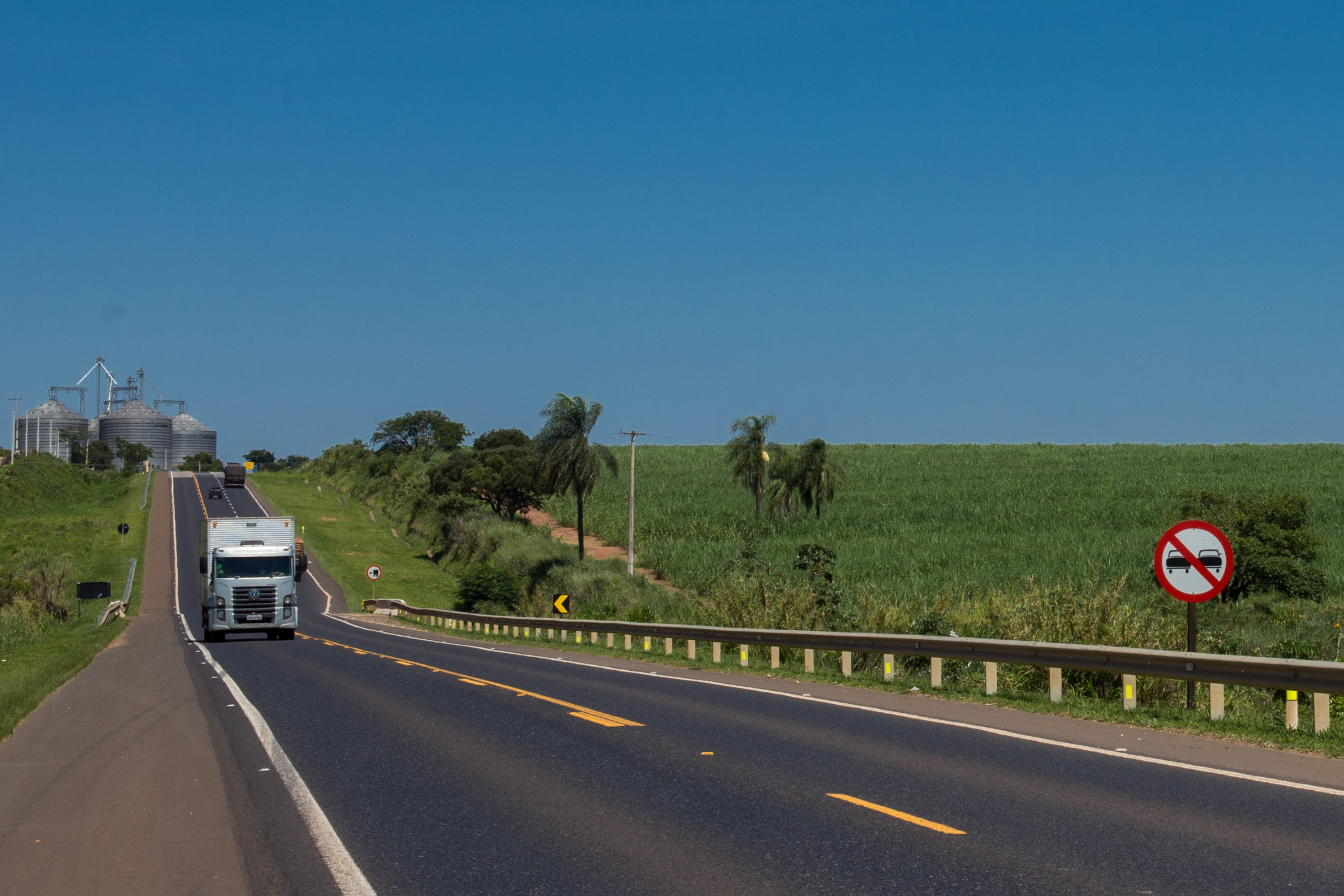
Trecho da SP-215 em Vargem Grande do Sul.

Localiza-se na região nordeste do estado, a uma latitude 21º49'56" sul e a uma longitude 46º53'37" oeste, estando a uma altitude de 721 metros.

### Hidrografia
- Rio Jaguari Mirim
- Rio Fartura
- Rio Verde

### Rodovias
- SP-344
- SP-215

## Demografia

### População
| Crescimento populacional                             | Crescimento populacional | Crescimento populacional | Crescimento populacional |
| Ano                                                  | População Total          |                          | %±                       |
| ---------------------------------------------------- | ------------------------ | ------------------------ | ------------------------ |
| 1925                                                 | 15 387                   |                          | —                        |
| 1934                                                 | 8 974                    |                          | −41,7%                   |
| 1937                                                 | 9 594                    |                          | 6,9%                     |
| 1940                                                 | 10 712                   |                          | 11,7%                    |
| 1946                                                 | 12 195                   |                          | 13,8%                    |
| 1950                                                 | 10 808                   |                          | −11,4%                   |
| 1958                                                 | 11 429                   |                          | 5,7%                     |
| 1960                                                 | 11 874                   |                          | 3,9%                     |
| 1970                                                 | 13 369                   |                          | 12,6%                    |
| 1980                                                 | 20 363                   |                          | 52,3%                    |
| 1991                                                 | 30 952                   |                          | 52,0%                    |
| 2000                                                 | 36 302                   |                          | 17,3%                    |
| 2010                                                 | 39 266                   |                          | 8,2%                     |
| 2022                                                 | 40 133                   |                          | 2,2%                     |
| Est. 2024                                            | 41 226                   | [ 12 ]                   | 2,7%                     |
| Fontes: Censos Demográficos IBGE e Estimativas SEADE |                          |                          |                          |

### Variação linguística
Especialmente no decorrer do século XIX, o português brasileiro sofreu influências de imigrantes europeus que se instalaram no centro e sul do país. Isso explica certas modalidades de pronúncia e algumas mudanças superficiais de léxico que existem entre as regiões do Brasil, que variam de acordo com o fluxo migratório que cada uma recebeu. De acordo com a classificação de Antenor Nascentes, de 1922 e ainda hoje estudada, Vargem Grande do Sul enquadra-se na isoglossa referente ao "Dialeto Sulista". Segundo classificação mais específica feita por Amadeu Amaral em 1976, o município pertence a região em que é falada uma variante do "Dialeto caipira".
Verifica-se no município ainda a utilização dos seguintes fenômenos de pronúncia: ensurdecimento e queda do "r" final, que ocorre também em francês, provençal, andaluz, entre outros; "ieísmo" (e. g. "muier" em vez de "mulher", "pivor" em vez de pivô ou "trabaio" em vez de "trabalho"), que ocorre no francês e em espanhol, no galego; e redução de "nd" a "n" nos gerúndios (e. g. "andano" em vez de "andando"), observado no italiano, no catalão antigo, aragonês.
Há também regionalismos típicos da região Mogiana (Serra da Mantiqueira paulista) e do sul de Minas Gerais (e.g. "pousar" em vez de "dormir" ou "catar" em vez de "pegar") e palavras e expressões italianas ou derivadas do italiano (e.g. "fetta" ou "feta" em vez de "pedaço"), ainda que muitas tendam hoje ao desuso.

## Política e administração
Gestão atual (2025/2028):
- Prefeito: Celso Luís Ribeiro (Republicanos)
- Vice-prefeito: Guilherme Brunetti Nicolau (MDB)
- Presidente da câmara: Maicon do Carmo Canato (Republicanos)

## Infraestrutura

### Comunicações
O sistema de telefones automáticos foi inaugurado na cidade em 1966. Já o sistema de discagem direta à distância (DDD) foi implantado em 1981 pela Telecomunicações de São Paulo (TELESP) com o código de área (0196).
Na década de 90 o código DDD da cidade foi alterado para (019), para padronização do sistema telefônico com a telefonia celular que estava sendo implantada em todo o estado.

## Cultura e lazer

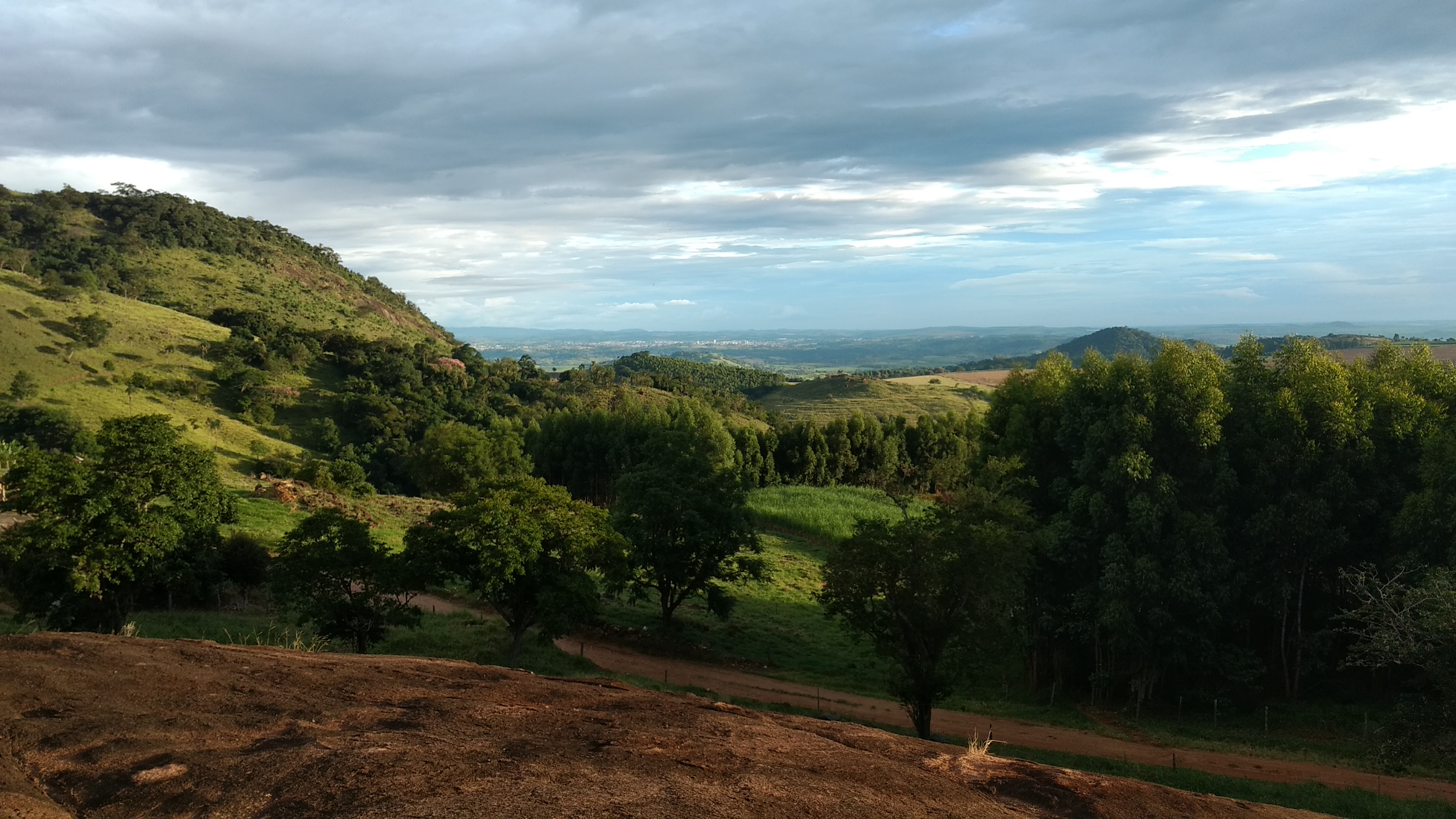
Paisagem na zona rural do município.

### Filmagens na cidade
A cidade já foi palco de um filme brasileiro premiado no exterior. Trata-se de O Cangaceiro, filme de 1953 escrito e dirigido por Lima Barreto, com diálogos criados por Rachel de Queiroz.
O filme foi rodado em Vargem Grande do Sul, pois segundo o diretor a paisagem da cidade se parecia muito com a nordestina.

## Pessoas ilustres
- João Pinto Fontão
- Washington Novaes - jornalista brasileiro que tratou com especial destaque os temas de meio ambiente e culturas indígenas.

## Religião
O Cristianismo se faz presente na cidade da seguinte forma:

### Igreja Católica
- A igreja faz parte da Diocese de São João da Boa Vista.[24]

### Igrejas Evangélicas
Entre as igrejas protestantes históricas, pentecostais e neopentecostais, encontram-se na cidade:
- Assembleia de Deus Ministério do Belém.[27][28]
- Congregação Cristã no Brasil.[29]